# Bandy i Argentina
Argentina har varit medlemmar i det internationella bandyförbundet, men har numera (2017) utträtt.